# Allô Police
Allô Police ist eine französische Fernsehserie, die von 1966 bis 1970 im ORTF lief.
Die von Raymond Cavailla kreierte Serie erzählt in 36 einzelnen Folgen Kriminalgeschichten, in denen Guy Tréjan als Kommissar Lambert ermittelt. Zu den Autoren zählt unter anderem Jean-Charles Tacchella. Die einzelnen Fälle wurden meist in vier bis fünf einzelnen Teilen ausgestrahlt. Im deutschen Fernsehen liefen 13 Folgen unter dem Serientitel Paris 13.
In den einzelnen Folgen traten in Gastrollen populäre Stars auf:
- 1 Pluchard: Jean-Paul Tribout
- 2 Fausse Monnaie: Christine Delaroche
- 3 Visites intéressées: Alice Sapritch (Mme Gaillard)
- 4 L’Évadé (Insuline): Marcel Bozzuffi (Bill)
- 5 Le Chauffard (Accident): Marco Perrin (Brax)
- 6 Le Petit horloger: Sophie Agacinski, Dora Doll
- 7 Règlements de comptes: Paulette Dubost, Hélène Surgère
- 8 L'Affaire Cortedani: Jacques Balutin, Roger Dumas
- 9 Le Témoignage de l’écolier: Catherine Rouvel, Anna Gaylor, Dominique De Keuchel
- 10 La Voyante: Laurence Badie, Ludmilla Hols, Robert Burnier
- 11 Chantage: Gérard Lartigau, France Delahalle
- 12 Affaire de famille: Robert Manuel, Hélène Duc, Georgette Anys
- 13 L'Affaire Dreux: Roland Lesaffre, Cécile Vassort
- 14 Un couple qui divorce: Brigitte Auber (Liliane), Jean-Pierre Moulin
- 15 Un mari fidèle: Jacques Duby (Pascal), Micheline Luccioni
- 16 Le dévoyé: Marie-Hélène Breillat, Pierre Santini, René Dary
- 17 Jeux dangereux: Louis Velle (Leduc), Ginette Mathieu (Nora)
- 18 La Foire aux escrocs: Alfred Adam, Gérard Buhr, Jean-François Calvé
- 19 Brelan d’As: Maria Machado, Jacques Charby
- 20 Le Mille-pattes: Yvonne Clech, Henri Virlogeux
- 21 L'Homme en pyjama: Michel Gatineau, Madeleine Clervanne
- 22 La Vendeuse: Françoise Christophe, Philippe Lemaire
- 23 L'Affaire Alaric III: Christine Fersen, Robert Dalban
- 24 L'Affaire du vieux tableau: Jacques Marin
- 25 Le Témoin: Roland Demongeot
- 26 Mélo: Pascale Roberts (Arlette)
- 27 Le Déjeuner de Suresnes: Dora Doll, Jean Franval
- 28 Les Squirrel’s: Jacqueline Pierreux (Mutter von Jean-Pierre Léaud)
- 29 Au diable la malice: Claire Maurier (Françoise), André Falcon
- 30 Deux journées délicieuses: Michel Creton (Sammy), André Charrel
- 31 L'Enquête invisible: Anny Duperey (Olga), Pierre Arditi (Alfredo)
- 32 Grand-mère prise au piège: Jeanne Pérez (Mme Perez), Jean-Paul Tribout
- 33 L'Affaire est dans le lac: Lyne Chardonnet (Françoise), François Maistre
- 34 La Pantoufle de jade: Daniel Emilfork (Kempf), Dany Jacquet
- 35 La Petite planète: Pierre Tornade, Mag Avril, Marion Game
- 36 Retour à l'envoyeur: Claude Jade (Liliane), Marie-Christine Barrault (Nonne)

## Wissenswertes
Die Titelmelodie von Allô Police wurde von Jacques Revaux komponiert.